# Abdulaziz Al-Anberi
Abdulaziz Al-Anberi (3 de janeiro de 1954) é um ex-futebolista profissional kuwaitiano, que atuava como meia.

## Carreira
Abdulaziz Al-Anberi fez parte do elenco da histórica Seleção Kuwaitiana de Futebol da Copa do Mundo de 1982. 